# Iouri Felchtinski
Œuvres principales
- The Bolsheviks and the Left SRs
- Towards a History of Our Isolation
- The Failure of the World Revolution
- Blowing up Russia
- The Age of Assassins

Iouri Gueorguievitch Felchtinski (russe : Юрий Георгиевич Фельштинский), né le 7 septembre 1956 à Moscou, est un historien russo-américain. Felchtinski est l'auteur de plusieurs livres sur l'histoire de la Russie, notamment Les Bolcheviks et les SR de gauche (Paris, 1985), Towards a History of Our Isolation (Londres, 1988 ; Moscou, 1991), L'échec de la révolution mondiale (Londres, 1991 ; Moscou, 1992), Blowing up Russia (avec Alexander Litvinenko) et The Age of Assassins (avec Vladimir Pribylovski) et De la Terreur rouge à l'État terroriste - Les services secrets russes à la conquête du monde (Paris, 2023).

## Biographie
Les parents de Felchtinski meurent quand il a 17 ans. Il commence à étudier l'histoire en 1974 à l'Université pédagogique d'État de Moscou. Quelques années plus tard, il annonce émigrer vers Israël, en se rendant d'abord à Vienne. Mais au lieu de quitter Vienne pour Israël, il se rend aux États-Unis, où il arrive en avril 1978 et où il poursuit ses études. Il obtient un diplôme à l'université Brandeis, puis entame un doctorat en histoire de l'université Rutgers. En 1993, il retourne à Moscou et soutient une thèse à l'Institut d'histoire russe de l'Académie des sciences de Russie, devenant ainsi le premier citoyen russe à obtenir un doctorat dans une université américaine,.
À la fin des années 1990, Felchtinski se rapproche de l'homme d'affaires et homme politique Boris Berezovsky. Felchtinski déclare avoir cherché à rencontrer Berezovsky alors qu'il était secrétaire exécutif de la CEI (avril 1998 - avril 1999). Les deux hommes établissent des relations amicales et Berezovsky commence à financer Felchtinski,.

## Centres d’intérêt

### Histoire russe depuis la révolution
Felchtinski a publié un certain nombre d'ouvrages sur l'histoire du mouvement communiste russe. Dans l'un de ces livres, Leaders the Mobsters , il décrit le parti bolchevique comme une organisation mafieuse où « presque personne ne meurt de cause naturelle ». Selon Felchtinski, la liste des assassinats comprend l'empoisonnement de Vladimir Lénine, Félix Dzerjinski et Maksim Gorki par Guenrikh Iagoda sur ordre de Joseph Staline, les meurtres de Mikhaïl Frunze, Viatcheslav Menjinski et Léon Trotski, et l'empoisonnement de Staline par des associés de Lavrenti. Béria.

### Histoire russe récente
En 1998, Felchtinski retourne à Moscou pour étudier la politique de la Russie contemporaine. Il fait la connaissance d'Alexandre Litvinenko, lieutenant-colonel du Service fédéral de sécurité (FSB). En 2000, Felchtinski et Litvinenko commencent à travailler sur Blowing Up Russia, un livre qui décrit l'appropriation progressive du pouvoir en Russie par l'appareil de sécurité et détaille l'implication du FSB dans une série d'actes terroristes commis entre 1994 et 1999. En août 2001, plusieurs chapitres de Blowing Up Russia sont publiés dans une édition spéciale du journal Novaya Gazeta . En 2002, le livre sert de base pour un film documentaire, Blowing Up Russia (également connu sous le nom d' Assassination of Russia ). Le livre et le documentaire sont alors officiellement interdits en Russie pour « divulgation de secrets d'État ». Jusqu'en 2006, Felchtinski prolonge sa collaboration avec Litvinenko pour rassembler des documents supplémentaires documentant l'implication du FSB dans les attentats à la bombe contre des immeubles d'habitation de septembre 1999. Selon les auteurs, les attentats à la bombe ont été commis par le Service fédéral de sécurité russe (FSB), dans le cadre d'une opération sous fausse bannière destinée à justifier la Seconde guerre de Tchétchénie.
En novembre 2006, Litvinenko meurt à Londres du syndrome d'irradiation aiguë, après avoir été empoisonné au polonium-210 .

### Guerre en Ukraine
L'invasion de l'Ukraine donne une visibilité particulière à l’historien. Dans une interview donnée au journal Le Monde, il explique que, selon sa conception, les institutions liées aux services secrets ont toujours gouverné la Russie, à de rares exceptions près. Si Poutine n’a pris le pouvoir qu'en 1999, les autres personnes susceptibles d’accéder à la succession de Eltsine sont tous issus du FSB. Il avance la thèse que trois personnes sont à la base de la décision d’envahir l’Ukraine :  Vladimir Poutine, Nikolaï Patrouchev (successeur de Poutine à la tête du FSB en 1999, chef du Conseil de sécurité de Russie) et Alexandre Bortnikov (chef du FSB depuis 2008).